# Карчоле (Мачерата)
Карчоле (итал. Carciole) насеље је у Италији у округу Мачерата, региону Марке.
Према процени из 2011. у насељу је живело 77 становника. Насеље се налази на надморској висини од 463 м.